# سيرجيو كابوتو
سيرجيو كابوتو (بالإيطالية: Sergio Caputo)‏ هو موسيقي وعازف قيثارة ومغن مؤلف إيطالي، ولد في 31 أغسطس 1954 في روما في إيطاليا.

## وصلات خارجية
- الموقع الرسمي
- سيرجيو كابوتو على موقع ميوزك برينز (الإنجليزية)
- سيرجيو كابوتو على موقع أول ميوزيك (الإنجليزية)
- سيرجيو كابوتو على موقع ديسكوغز (الإنجليزية)